# Рјукјуански језици
Рјукјуански језици група су јапанских језика којима говори неколико мањих народа на јапанским острвима Рјукју.
Група се дели на две уже подгрупе, амами-окинавску са (8) језика и сакишимску са (3) језика.
А. Амами-окинавски (8) језика:
а. Северни амами-окинавски (4):
а1) Јужни амами-ошима, острва: Окинава, Амами Ошима, Какерома, Јоро, Уке
а2. Кикаи, острва: Окинава, Кикаи
а3. Северни амами-ошима, острва: Окинава, Амами Ошима
а4. Токуношима, острва: Окинава, Токуношима
б. Јужни амами-окинавски (4):
б1. Окиноерабу, острва: Окинава; Окиноерабу
б2. Окинавски, острва: Окинава, Керама, Куме, Тонаки, Агуни
б3. Кунигами, острва: Окинава, Ихеја, Изена, Ие, Сесоко
б4. Јорон, острва: Окинава, Јорон
Б. Сакишима (3):
а. Мијако, острва: Окинава, Мијако, Огами, Икема, Курима, Ирабу, Тарама, Мина.
б. Јаејама, острва: Окинава, Ишигаки, Ириомоте, Хатома, Кохама, Такетоми, Курошима, Хатерума, Арегусуку.
ц. Јонагуни, острва: Окинава, Јонагуни.